# Ali Ammar
Pour les articles homonymes, voir Ammar.
Ne pas confondre avec Ali Amar, journaliste marocain, ou Ali la Pointe, vrai nom Ali Ammar, combattant algérien du FLN
Ali Ammar, né en 1956, est un homme politique libanais, membre du Hezbollah.
Ancien footballeur professionnel, Ali Ammara été élu pour la première fois député chiite de Baabda en 1992, il a échoué en 1996 et a retrouvé son siège parlementaire en 2000, 2005 et en 2009. Il est membre du Bloc de la fidélité à la Résistance.
Le public occidental l'a découvert en décembre 2006, au centre de la polémique liée au séjour de Ségolène Royal au Liban. Il compare devant elle, à deux reprises, l'occupation israélienne du Sud-Liban à l'occupation nazie de la France (« Le nazisme qui a versé notre sang et qui a usurpé notre indépendance et notre souveraineté n'est pas moins mauvais que le nazisme qui a occupé la France. »).
Son fils est tué le 17 septembre 2024 lors des explosions de bipeurs et de talkies-walkies au Liban provoqués par les services israéliens.